# Janet Ågren
Janet Ågren (auch Janet Agren; * 6. April 1949 in Landskrona) ist eine schwedische Schauspielerin.

## Leben
Ågren kam durch ihre Arbeit als Model nach Italien, wo sie nach einem Schauspielstudium bei Alessandro Fersen in etlichen Genrefilmen, oftmals exploitativer Art, eingesetzt wurde. So spielte sie in ihrer knapp 60 Filme umfassenden Karriere zwischen 1968 und 1991 in Komödien, Horrorfilmen und Abenteuerstreifen ebenso wie in Western und Kriminalfilmen. 1975 heiratete sie den Produzenten Carlo Maietto. Nach dem Scheitern der Ehe und dem Ende ihrer Filmkarriere zog sie 1994 in die USA, wo sie als Innenarchitektin arbeitet.

## Filmografie (Auswahl)
- 1968: I due crociati
- 1968: Donne… botte e bersaglieri
- 1969: Nackt über Leichen (Una sull'altra)
- 1969: Staatsstreich (Colpo di stato)
- 1970: Pussycat Pussycat, I Love You
- 1972: Avanti, Avanti! (Avanti!)
- 1972: Malta sehen und sterben (Pulp!)
- 1972: Providenza! – Mausefalle für zwei schräge Vögel (La vita a volte è molto dura, vero Provvidenza?)
- 1972: Die schönste Soirée meines Lebens (La più bella serata della mia vita)
- 1975: Die linke Hand des Gesetzes (La mano sinistra della legge)
- 1976: Maria – Nur die Nacht war Zeuge
- 1978: Agenten kennen keine Tränen (A chi tocca, tocca…!)
- 1978: Haie am Todesriff (Bermude: La fossa maledetta)
- 1978: Kommissar Mariani – Zum Tode verurteilt (Il commissario di ferro)
- 1978: Policeman (Il commissario Verrazzano)
- 1979: Hummer zum Frühstück (Aragosta a colazione)
- 1979: Sieben Miezen klauen 'ne Million (Sette ragazze di classe)
- 1980: Lebendig gefressen (Mangiati vivi)
- 1980: Ein Zombie hing am Glockenseil (Paura nella città dei morti viventi)
- 1981: Eine mörderische Karriere (Indagine du un delitto perfetto)
- 1981: L'onorevole con l'amante sotto il letto
- 1982: Panik (Bakterion)
- 1982: Ein pikanter Traum (Sogni monsutruosamente proibiti)
- 1983: Mystère (Misterio)
- 1984: Ein Mann sieht klar (Vediamoci chiaro)
- 1985: Paco – Kampfmaschine des Todes (Vendetta dal futuro)
- 1985: Red Sonja
- 1986: Aladin (Superfantagenio)
- 1987: Karate Warrior (Il ragazzo dal kimono d'oro)
- 1987: Shark – Stunde der Entscheidung (La notte degöli squali)
- 1988: Ratman (Quella villa in fondo al parco)
- 1991: Per sempre